# Закрочим (гміна)
Гміна Закрочим (пол. Gmina Zakroczym) — місько-сільська гміна у центральній Польщі. Належить до Новодворського повіту Мазовецького воєводства. Центр — місто Закрочим.
Станом на 31 грудня 2011 у гміні проживало 6253 особи.

## Площа
Згідно з даними за 2007 рік площа гміни становила 71.42 км², у тому числі:
- орні землі: 72.00 %
- ліси: 12.00 %

Таким чином, площа гміни становить 10.33 % площі повіту.

## Населення
Станом на 31 грудня 2011:
| Опис     | Загалом | Загалом | Чоловіки | Чоловіки | Жінки | Жінки |
| -------- | ------- | ------- | -------- | -------- | ----- | ----- |
| одиниця  | осіб    | %       | осіб     | %        | осіб  | %     |
| все      | 6253    | 100     | 3079     | 49.24    | 3174  | 50.76 |
| міське   | 3279    | 100     | 1620     | 49.41    | 1659  | 50.59 |
| сільське | 2974    | 100     | 1459     | 49.06    | 1515  | 50.94 |

## Сусідні гміни
Гміна Закрочим межує з такими гмінами: Залуський, Леонцин, Насельськ, Новий-Двур-Мазовецький, Помехувек, Червінськ-над-Віслою, Чоснув.